# Grijze dennenlotboorder
De grijze dennenlotboorder (Rhyacionia pinivorana) is een vlinder uit de familie bladrollers (Tortricidae). De wetenschappelijke naam is voor het eerst geldig gepubliceerd in 1846 door Lienig & Zeller.
De soort komt voor in Europa.